# Delphinium dzavakhischwilii
Delphinium dzavakhischwilii är en ranunkelväxtart som beskrevs av Kemul.-nath.. Delphinium dzavakhischwilii ingår i släktet storriddarsporrar, och familjen ranunkelväxter. Inga underarter finns listade i Catalogue of Life.